# Nothing Was the Same
Nothing Was the Same ist das dritte Album des kanadischen Rappers Drake. Es erschien am 24. September 2013 über die Labels Young Money Entertainment, Cash Money Records und Republic Records. Nothing Was the Same erreichte Platz eine der US-amerikanischen Albumcharts.

## Titelliste
1. Tuscan Leather – 6:06
2. Furthest Thing – 4:27
3. Started from the Bottom – 2:53
4. Wu-Tang Forever – 3:36
5. Own It – 4:11
6. Worst Behavior – 4:29

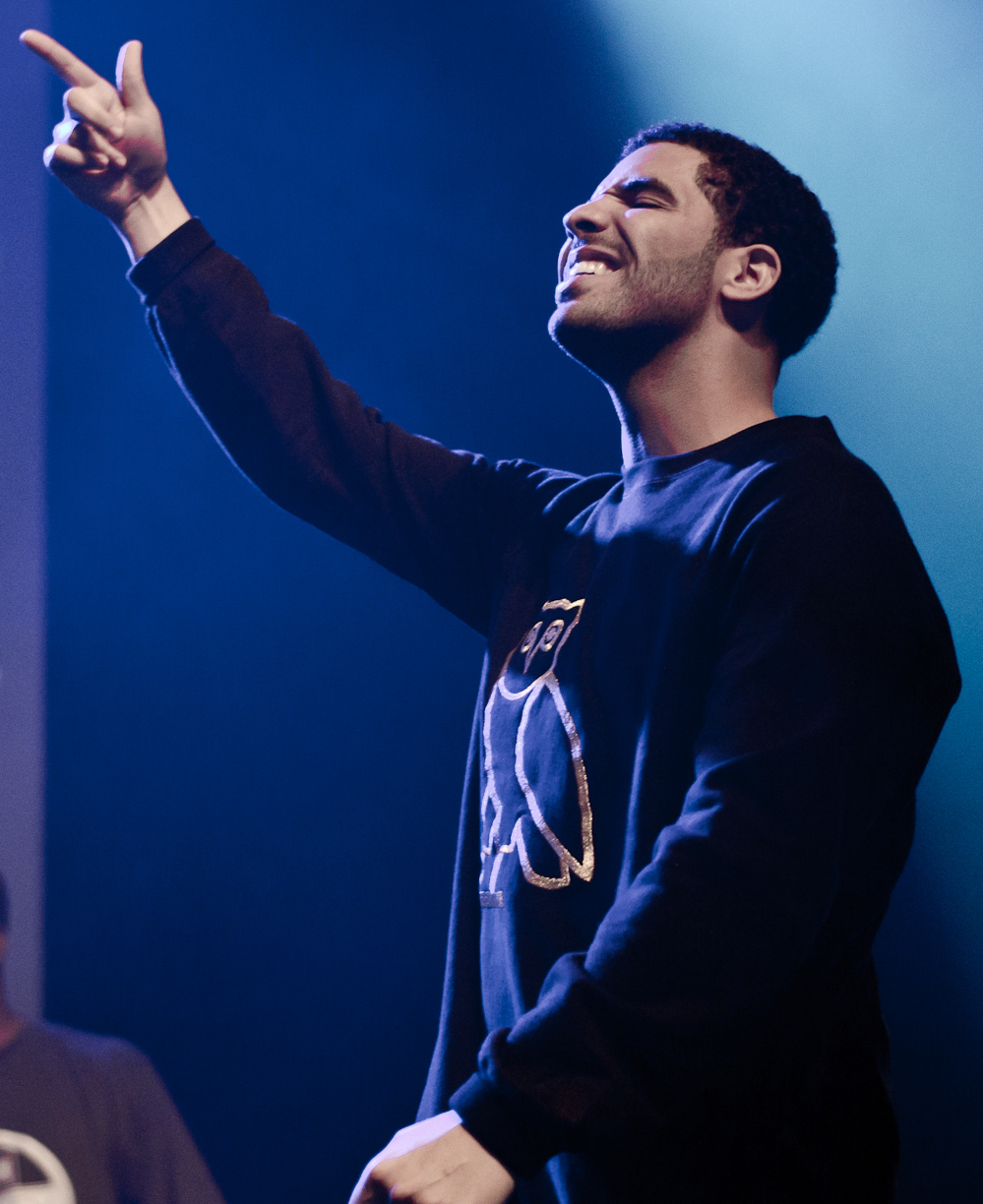
Drake (2011)

7. From Time (feat. Jhené Aiko) – 5:22
8. Hold On, We’re Going Home (feat. Majid Jordan) – 3:47
9. Connect – 4:55
10. The Language – 3:43
11. 305 to My City (feat. Detail) – 4:15
12. Too Much (feat. Sampha) – 4:21
13. Pound Cake / Paris Morton Music 2 (feat. Jay-Z) – 7:12

## Rezeption

### Nominierungen
Bei den Grammy Awards 2014 wurde Nothing Was the Same in der Kategorie Best Rap Album nominiert, unterlag jedoch The Heist von Macklemore & Ryan Lewis. Bei den Juno Awards 2014 wurde das Album als Rap Recording of the Year ausgezeichnet.

### Kritiken
Die E-Zine Laut.de bewertete Nothing Was the Same mit fünf von fünf Bewertungspunkten. Redakteur Stefan Johannesberg lobt in seiner Rezension vor allem die Wu-Tang-Clan-Referenzen. Das Stück Tuscan Leather sprühe „vor straighter Spitterei und Rap-Verweisen wie das Prodigy-Zitat oder die Anspielung an die ‚No Chrous‘-Tracks aus der New York-Ära.“ Dabei wechselte der „knallhart bangende Beat inklusive Rückwärts-Loops im Stile von Ghostface' ‚Stroke Of Death‘“ und Drake schlage eine „Brücke von den 90ern zum eigenen softeren Yolo-Style.“ Während Furthest Thing als bestes Lied gewertet wird, seien The Language eine „The Migos-Flow-Kopie“ und 305 To My City uninspiriert.

### Bestenlisten
In der Liste der besten „Hip Hop-Alben des Jahres“ 2013 von Laut.de wurde Nothing Was the Same auf Rang 10 platziert. Aus Sicht der Redaktion perfektioniere Drake „seine Trademark-Formel des großen Raps auf leisen Tönen zwischen Neunziger-R’n’B und Dirty South-BoomBap, zwischen James Blake und Lil Wayne.“ Der Rapper sei ein gereifter, aber lange noch nicht ohne Widersprüche bleibender Künstler.

## Kommerzieller Erfolg

### Chartplatzierungen
| ChartsChartplatzierungen       | Höchstplatzierung | Wochen |
| ------------------------------ | ----------------- | ------ |
| Deutschland (GfK)              | 14 (4 Wo.)        | 4      |
| Österreich (Ö3)                | 25 (2 Wo.)        | 2      |
| Schweiz (IFPI)                 | 11 (7 Wo.)        | 7      |
| Vereinigte Staaten (Billboard) | 1 (505 Wo.)       | 505    |
| Vereinigtes Königreich (OCC)   | 2 (33 Wo.)        | 33     |

| ChartsJahrescharts (2013)      | Platzierung |
| ------------------------------ | ----------- |
| Vereinigte Staaten (Billboard) | 11          |
| Vereinigtes Königreich (OCC)   | 53          |

| ChartsJahrescharts (2014)      | Platzierung |
| ------------------------------ | ----------- |
| Vereinigte Staaten (Billboard) | 25          |

| ChartsJahrescharts (2015)      | Platzierung |
| ------------------------------ | ----------- |
| Vereinigte Staaten (Billboard) | 69          |

| ChartsJahrescharts (2016)      | Platzierung |
| ------------------------------ | ----------- |
| Vereinigte Staaten (Billboard) | 68          |

| ChartsJahrescharts (2017)      | Platzierung |
| ------------------------------ | ----------- |
| Vereinigte Staaten (Billboard) | 105         |

| ChartsJahrescharts (2018)      | Platzierung |
| ------------------------------ | ----------- |
| Vereinigte Staaten (Billboard) | 111         |

| ChartsJahrescharts (2019)      | Platzierung |
| ------------------------------ | ----------- |
| Vereinigte Staaten (Billboard) | 154         |

| ChartsJahrescharts (2020)      | Platzierung |
| ------------------------------ | ----------- |
| Vereinigte Staaten (Billboard) | 159         |

| ChartsJahrescharts (2021)      | Platzierung |
| ------------------------------ | ----------- |
| Vereinigte Staaten (Billboard) | 143         |

| ChartsJahrescharts (2022)      | Platzierung |
| ------------------------------ | ----------- |
| Vereinigte Staaten (Billboard) | 132         |

| ChartsJahrescharts (2023)      | Platzierung |
| ------------------------------ | ----------- |
| Vereinigte Staaten (Billboard) | 153         |

### Auszeichnungen für Musikverkäufe
In der ersten Woche wurden 658.000 Einheiten des Albums in den Vereinigten Staaten verkauft. Damit erzielte Nothing Was the Same die erfolgreichste erste Verkaufswoche seit der Veröffentlichung von Lil Waynes Album Tha Carter IV im Jahr 2011. In der zweiten Woche wurden 147.000 Einheiten verkauft, womit es auf Rang 2 der Charts fiel. Es folgten 82.000 Verkäufe und einer damit verbundenen Platzierung auf Position 3.
| Land/Region                  | Auszeichnungen für Musikverkäufe (Land/Region, Auszeichnung, Verkäufe) | Verkäufe  |
| ---------------------------- | ---------------------------------------------------------------------- | --------- |
| Australien (ARIA)            | Platin                                                                 | 70.000    |
| Dänemark (IFPI)              | 2× Platin                                                              | 40.000    |
| Kanada (MC)                  | 3× Platin                                                              | 240.000   |
| Neuseeland (RMNZ)            | 3× Platin                                                              | 45.000    |
| Schweden (IFPI)              | Gold                                                                   | 20.000    |
| Vereinigte Staaten (RIAA)    | 6× Platin                                                              | 6.000.000 |
| Vereinigtes Königreich (BPI) | Platin                                                                 | 300.000   |
| Insgesamt                    | 1× Gold · 16× Platin ·                                                 | 6.715.000 |

Hauptartikel: Drake (Rapper)/Auszeichnungen für Musikverkäufe